# 24 minutos
24 minutos, llamado 24 Minutes en la versión original, es un episodio correspondiente a la decimoctava temporada de la serie animada Los Simpson, emitido originalmente el 20 de mayo de 2007, el 14 de octubre de 2007 en Hispanoamérica y el 1 de septiembre de 2008 en España, como parte de un especial de una hora junto a You Kent Always Say What You Want (último episodio de dicha temporada). Originalmente fue promocionado como el episodio número 400 de la serie, pero finalmente fue estrenado como el 399. Fue escrito por Ian Maxtone-Graham y Billy Kimball, y presenta estrellas invitadas como Kiefer Sutherland y Mary Lynn Rajskub, dando voz a sus personajes de la serie 24, Jack Bauer y Chloe O'Brian, respectivamente. En este episodio, Bart es reclutado por el escuadrón de élite de la escuela para evitar que Jimbo, Dolph y Kearney arruinen la venta de pasteles.
En Hispanoamérica, el canal Fox presentó un preestreno de este capítulo el 19 de septiembre de 2007, subtitulado al español, y finalmente el 14 de octubre de 2007 se estrenó el episodio doblado al español. En España fue estrenado el 1 de septiembre de 2008. El episodio ganó el premio Annie Award 2008 en la categoría de "Mejor guion en producción de animación televisiva".

## Sinopsis

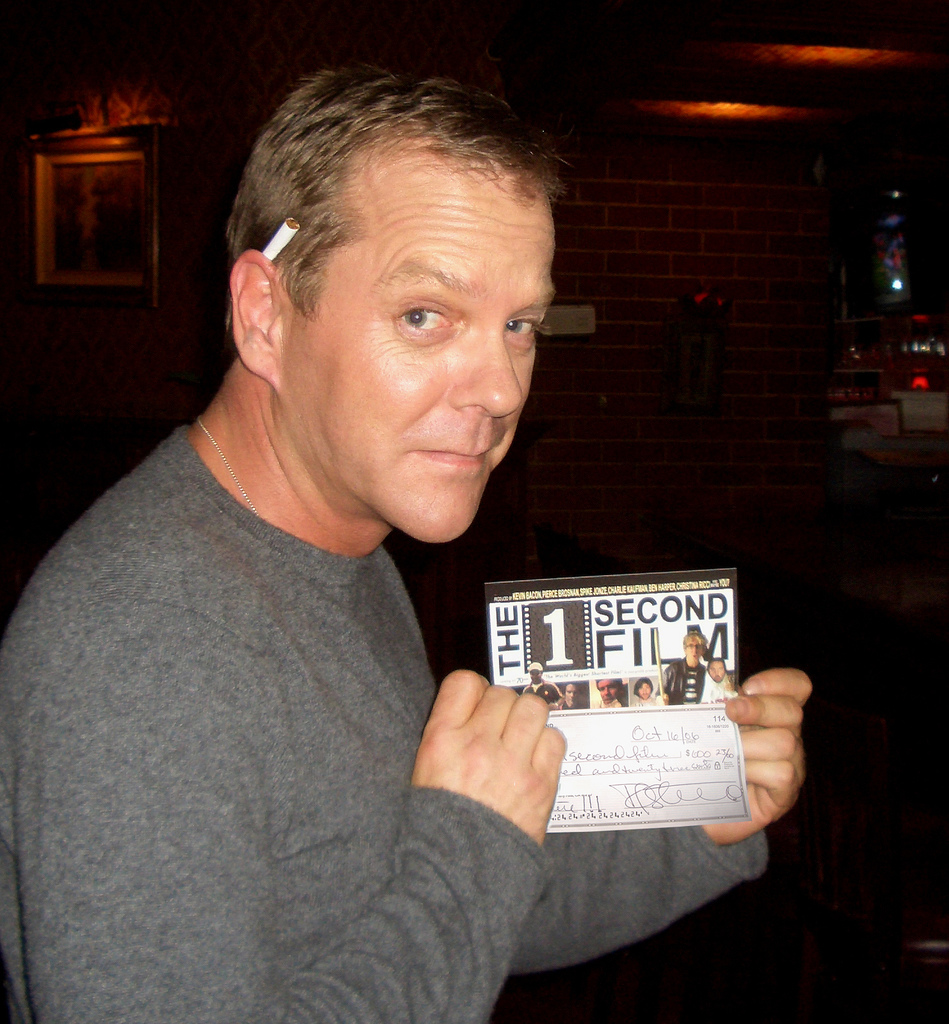
El personaje ficticio Jack Bauer, interpretado por Kiefer Sutherland (foto), mantiene una conversación de teléfono (accidentalmente) con Bart Simpson.

El episodio comienza cuando el director Skinner abre una UCAE (Unidad Contra el Absentismo Escolar) (llamada CTU (Contra Travesuras Universales) en la versión española) en la escuela primaria de Springfield, la cual es manejada por Lisa, quien tiene como ayudantes a Milhouse, Martin Prince y Base de Datos. Cuando Jimbo, Kearney y Dolph faltan a clases sin avisar y sin haber pedido permiso, Milhouse es asignado a una misión para espiarlos.
Por otro lado, en la planta de energía nuclear de Springfield, Homer tiene un envase de yogur vencido y podrido. El Señor Burns le ordena que se deshaga de él. Luego de un intento fallido de persuadir a Apu para que lo tenga, el yogur cae en manos de Jimbo, Kearney y Dolph. Involuntariamente Homer expone a Milhouse, causando que los matones les encierren a ambos en un bote de basura.
Mientras tanto, Marge olvida la venta de pasteles que iba a celebrarse ese mismo día en la escuela, por lo que sólo tiene media hora para hornear un pastel. Para ahorrar tiempo, Marge incrementa la temperatura del horno a 1.200 Grados Fahrenheit (unos 649 Grados Celsius), quemando el pastel y convirtiéndolo en un pedazo duro y sólido. Antes de partir a la venta de pasteles, Marge intenta cubrir su fallido pastel con un poco de escarcha blanca y rosa.
En la casa de Jimbo, los tres matones preparan una poderosa bomba apestosa utilizando el viejo yogur de Homer y otros ingredientes, y planean detonarla en la venta de pasteles. Luego del intento fallido de Milhouse para atrapar a los matones, Lisa sugiere que Bart puede ayudar. Durante su investigación, una llamada telefónica de Bart se cruza accidentalmente con otra realizada por Jack Bauer (personaje de la serie 24). La llamada termina con una broma que Bart le hace a Jack. Luego de investigar sobre la bomba fétida, Bart regresa a la escuela para contarle a Lisa que tramaban los matones pero, antes de llegar a su hermana, es detenido y capturado por Martin, un agente doble que había sido chantajeado para infiltrarse y facilitar información de la UCAE a los matones.
En la venta de pasteles, los matones programan la bomba para que estallase dentro de tres minutos. Bart, encerrado en los cuartos de ventilación, realiza una llamada a Lisa con su móvil y le muestra una foto de la bomba. Además, le dice que ordene al director Skinner que tire el agua de las salchichas. Skinner llena el cuarto con el agua. Quedándose sin aire, Bart intenta nadar para salir, pero no puede pasar a través de la única ventana de salida que tiene el cuarto. Marge lo ayuda, finalmente, logrando romper el vidrio arrojando su duro pastel quemado en dirección a la ventana. En esta situación de caos, Lisa desactiva la bomba, salvando así la venta de pasteles de un desastre aún mayor. Sin embargo, después de esto, Jack Bauer y varios agentes de la unidad contraterrorista irrumpen en la venta, destrozando el lugar y posteriormente arrestando a Bart por su "irritante llamada de broma". Al mismo tiempo, una bomba nuclear se apaga en la distancia, pero todo el mundo suspira con alivio después de que Bauer les dice que la bomba había hecho explosión en Shelbyville.

## Producción
Una idea original en la que se veía al personaje de 24, Edgar Stiles, apareciendo en el episodio y siendo asesinado finalmente fue descartada.